# Aéroport de Miramichi
L'aéroport de Miramichi est un aéroport situé au Nouveau-Brunswick, au Canada.